# 레귤러 쇼
《레귤러 쇼》(Regular Show)는 카툰 네트워크에서 방송했던 플랩잭의 기막힌 사고들의 크리에티브 디렉터였던 J. G. 퀸텔이 제작한 미국의 애니메이션이다. 이 애니메이션은 카툰 네트워크의 단편 애니메이션 프로젝트인 카툰스티튜드(The Cartoonstitute)에서 개발되었으며, 이 애니메이션의 등장인물들은 퀸텔이 학생일 때 만든 The Naïve Man From Lolliland, 2 in the AM PM에 어느 정도 기반을 두고 있다. 이 쇼는 2009년 8월 13일에 카툰 네트워크로부터 허가를 받게 되었으며 2010년 9월 6일부터 초연 방송되었고 현재 7시즌이 방송되고 있다. 비평가들에게는 대체적으로 긍정적인 반응을 이끌어 냈으며, 시청율 또한 성공적으로 안착하였다. 또한, 에미상에 노미네이트되어 수상하였다.
대한민국에서는 2013년 3월 4일부터 카툰 네트워크에서 방영되었다.

## 요약
23살의 큰어치 모디카이와 그의 친구인 아메리카너구리 릭비는 공원지기로, 일을 대충하고 어떻게 하든지간에 신나게 노는 것이 그들의 일상이다. 그러나 이들의 일상은 유감스럽게도 상관인 벤슨(검볼 자판기)과 동료인 스킵스(예티)를 화나게 만들지만, 롤리팝처럼 생긴 천진난만한 신사이자, 공원 소유자의 아들인 팝씨를 즐겁게 만든다. 머슬맨과 하이파이브 고스트는 모디카이와 릭비의 라이벌로 등장한다. 보통 이 애니메이션은 모디카이와 릭비가 일을 제쳐두고 노는걸로 시작하여 그 노는중에 종종 무책임한 행동을 하게 되어, 그들이 한 생각보다 일을 더 크게 만들어버린다. 보통 이런 일을 벌인후 모디카이와 릭비는 기상천외하면서도 초현실주의 같은 재난을 맞게 된다.

## 에피소드
| 시즌 | 시즌   | 회수   | 방송 날짜        | 방송 날짜        |
| 시즌 | 시즌   | 회수   | 시즌 시작        | 시즌 종료        |
| ---- | ------ | ------ | ---------------- | ---------------- |
|      | 파일럿 | 파일럿 | 2009년 8월 14일  | 2009년 8월 14일  |
|      | 1      | 12     | 2010년 9월 6일   | 2010년 11월 22일 |
|      | 2      | 28     | 2010년 11월 29일 | 2011년 8월 1일   |
|      | 3      | 40     | 2011년 9월 19일  | 2012년 9월 3일   |
|      | 4      | 40     | 2012년 10월 1일  | 2013년 8월 12일  |
|      | 5      | 40     | 2013년 9월 2일   | 2014년 8월 14일  |
|      | 6      | 31     | 2014년 10월 9일  | 2015년 6월 25일  |
|      | 7      | 39     | 2015년 6월 26일  | 2016년 6월 30일  |
|      | 8      | 31     | 2015년 6월 26일  | 2017년 1월 16일  |
|      | 영화   | 영화   | 2015년 11월 25일 | 2017년 1월 2일   |

## 반응

### 평가
알리바이닷컴의 데빈 올리리(Devin D. O'Leary)가 쓰는 "Idiot Box" 칼럼에서 레귤러 쇼에게 호의적인 비평을 썼으며, 이 비평에서 레귤러 쇼의 테마는 작업장 시트콤같은 느낌이 나며, "일련의 정말 괴상한 등장인물들"을 이 쇼의 유머중 하나로 꼽았다. 또한 그는 이 비평에서 이 쇼를 《비버스와 벗헤드》, 《보글보글 스폰지밥》과 비교하였다. 반대로 팝매터스의 비평가인 크리스 코너턴(Chris Conaton)은 레귤러 쇼에 10점만점에 6점을 주면서, 이 쇼를 보면서 "온순한 재미"라고 비평하였다. 크리스의 비평에서 퀀텔과 샐라이어즈(Salyers)의 목소리 연기는 호평했지만, 비버스와 벗헤드와 더불어 The Ren & Stimpy Show에서 유머를 모방한것 같다고 비평에 적었다.

### 수상 내역
| 연도 | 상                          | 수상 부문                                                               | 결과 |
| 2011 | 애니상                      | Best Animated Television Production for Children                        | 후보 |
| 2011 | 에미상                      | Outstanding Short-format Animated Program for "Mordecai and the Rigbys" | 후보 |
| 2011 | BAFTA Children's Award (UK) | Kids Vote Powered By Yahoo! – Top 10s – Television                      | 후보 |
| 2011 | BAFTA Children's Award (UK) | International                                                           | 후보 |
| 2012 | 애니상                      | Storyboarding in a Television Production:Benton Connor                  | 후보 |
| 2012 | 에미상                      | Outstanding Short-format Animated Program for "Eggscellent"             | 수상 |